# Europese kampioenschappen indooratletiek 2023 – 60 meter mannen
De 60 meter voor mannen op de Europese kampioenschappen indooratletiek 2023 vond plaats op 4 maart 2025 en werd gehouden op de shorttrackbaan van Ataköy Arena in Istanbul in Turkije. Het was de vijfendertigste keer dat dit onderdeel op het programma stond.
De Italiaan Samuele Ceccarelli won de 60 meter voor mannen door in 6,48 voor zijn landgenoot Marcell Jacobs te eindigen die dat deed in 6,50. De Zweed Henrik Larsson won het brons in 6,53 dat een nationaal record betekende.

## Records
Voorafgaand aan het toernooi waren dit het Wereldrecord, Europees record, Kampioenschapsrecord en de Wereld-, Europese leiding.
| Wereldrecord         | Christian Coleman | 6,34 | Albuquerque | 18 februari 2018 |
| Europees record      | Marcell Jacobs    | 6,41 | Belgrado    | 19 maart 2022    |
| Kampioenschapsrecord | Dwain Chambers    | 6,42 | Turijn      | 7 maart 2009     |
| WL                   | Trayvon Bromell   | 6,42 | Clemson     | 10 februari 2023 |
| EL                   | Reece Prescod     | 6,49 | Berlijn     | 10 februari 2023 |

## Resultaten

### Series
De eerste vier van elke serie kwalificeerden zich direct voor de halve finales. Van de overgebleven atleten kwalificeerden de vier tijdsnelsten zich ook voor de halve finales.

#### Serie 1
| Rang | Atleet              | Land                | Tijd | Bijz. |
| ---- | ------------------- | ------------------- | ---- | ----- |
| 1    | Reece Prescod       | Verenigd Koninkrijk | 6,60 | Q     |
| 2    | Méba Mickaël Zézé   | Frankrijk           | 6,68 | Q     |
| 3    | Jakub Lempach       | Polen               | 6,69 | Q     |
| 4    | Carlos Nascimento   | Portugal            | 6,71 | Q     |
| 5    | Joris van Gool      | Nederland           | 6,72 |       |
| 6    | Zdeněk Stromšík     | Tsjechië            | 6,79 |       |
| 7    | Francesco Sansovini | San Marino          | 6,87 |       |

#### Serie 2
| Rang | Atleet                | Land        | Tijd | Bijz. |
| ---- | --------------------- | ----------- | ---- | ----- |
| 1    | Ján Volko             | Slowakije   | 6,62 | Q, SB |
| 2    | Dominik Kopeć         | Polen       | 6,64 | Q     |
| 3    | Markus Fuchs          | Oostenrijk  | 6,66 | Q     |
| 4    | Israel Olatunde       | Ierland     | 6,68 | Q     |
| 5    | Simon Hansen          | Denemarken  | 6,69 | q     |
| 6    | Ioannis Nyfantopoulos | Griekenland | 6,72 | q     |
| 7    | Daniel Rodríguez      | Spanje      | 6,77 |       |
| 8    | Beppe Grillo          | Malta       | 6,95 |       |

#### Serie 3
| Rang | Atleet                    | Land                | Tijd | Bijz. |
| ---- | ------------------------- | ------------------- | ---- | ----- |
| 1    | Raphael Bouju             | Nederland           | 6,59 | Q, PB |
| 2    | Samuele Ceccarelli        | Italië              | 6,62 | Q     |
| 3    | Kayhan Özer               | Turkije             | 6,67 | Q     |
| 4    | Eugene Amo-Dadzie         | Verenigd Koninkrijk | 6,69 | Q     |
| 5    | Kolbeinn Höður Gunnarsson | IJsland             | 6,73 |       |
| 6    | Enrico Güntert            | Zwitserland         | DQ   |       |
| 7    | Even Meinseth             | Noorwegen           | DNS  |       |

#### Serie 4
| Rang | Atleet              | Land                | Tijd | Bijz. |
| ---- | ------------------- | ------------------- | ---- | ----- |
| 1    | Henrik Larsson      | Zweden              | 6,62 | Q     |
| 2    | Karl Erik Nazarov   | Estland             | 6,63 | Q, SB |
| 3    | Jeremiah Azu        | Verenigd Koninkrijk | 6,66 | Q     |
| 4    | Robin Ganter        | Duitsland           | 6,67 | Q     |
| 5    | Emre Zafer Barnes   | Turkije             | 6,70 | q, SB |
| 6    | Stanislav Kovalenko | Oekraïne            | 6,72 | q     |
| 7    | Roberto Rigali      | Italië              | 6,74 |       |
| 8    | Craig Gill          | Gibraltar           | 7,16 |       |

#### Serie 5
| Rang | Atleet            | Land        | Tijd | Bijz. |
| ---- | ----------------- | ----------- | ---- | ----- |
| 1    | Marcell Jacobs    | Italië      | 6,57 | Q     |
| 2    | Pascal Mancini    | Zwitserland | 6,61 | Q     |
| 3    | Yannick Wolf      | Duitsland   | 6,71 | Q     |
| 4    | Dominik Illovszky | Hongarije   | 6,73 | Q     |
| 5    | Jeff Erius        | Frankrijk   | 6,73 |       |
| 6    | Samuli Samuelsson | Finland     | 6,75 |       |
| 7    | Ertan Özkan       | Turkije     | 6,76 |       |

### Halve finales
De eerste twee van elke halve finale kwalificeerden zich direct voor de finale. Van de overgebleven atleten kwalificeerden de twee tijdsnelsten zich ook voor de finale.

#### Halve finale 1
| Rang | Atleet             | Land                | Tijd | Bijz. |
| ---- | ------------------ | ------------------- | ---- | ----- |
| 1    | Samuele Ceccarelli | Italië              | 6,47 | Q, EL |
| 2    | Reece Prescod      | Verenigd Koninkrijk | 6,52 | Q     |
| 3    | Ján Volko          | Slowakije           | 6,58 | q, SB |
| 4    | Dominik Kopeć      | Polen               | 6,59 | q     |
| 5    | Simon Hansen       | Denemarken          | 6,65 | PB    |
| 6    | Robin Ganter       | Duitsland           | 6,68 |       |
| 7    | Israel Olatunde    | Ierland             | 6,69 |       |
| 8    | Emre Zafer Barnes  | Turkije             | 7,02 |       |

#### Halve finale 2
| Rang | Atleet              | Land                | Tijd | Bijz.  |
| ---- | ------------------- | ------------------- | ---- | ------ |
| 1    | Henrik Larsson      | Zweden              | 6,56 | Q, =NR |
| 2    | Jeremiah Azu        | Verenigd Koninkrijk | 6,59 | Q      |
| 3    | Raphael Bouju       | Nederland           | 6,61 |        |
| 4    | Jakub Lempach       | Polen               | 6,62 | PB     |
| 5    | Karl Erik Nazarov   | Estland             | 6,63 |        |
| 6    | Yannick Wolf        | Duitsland           | 6,70 |        |
| 7    | Stanislav Kovalenko | Oekraïne            | 6,72 |        |
| 8    | Dominik Illovszky   | Hongarije           | 6,77 |        |

#### Halve finale 3
| Rang | Atleet                | Land                | Tijd | Bijz. |
| ---- | --------------------- | ------------------- | ---- | ----- |
| 1    | Marcell Jacobs        | Italië              | 6,52 | Q, SB |
| 2    | Markus Fuchs          | Oostenrijk          | 6,60 | Q, PB |
| 3    | Pascal Mancini        | Zwitserland         | 6,64 |       |
| 3    | Méba Mickaël Zézé     | Frankrijk           | 6,64 |       |
| 5    | Eugene Amo-Dadzie     | Verenigd Koninkrijk | 6,64 |       |
| 6    | Kayhan Özer           | Turkije             | 6,67 |       |
| 7    | Carlos Nascimento     | Portugal            | 6,71 |       |
| 8    | Ioannis Nyfantopoulos | Griekenland         | 6,71 | PB    |

### Finale
| Rang   | Atleet             | Land                | Tijd | Bijz. |
| ------ | ------------------ | ------------------- | ---- | ----- |
| Goud   | Samuele Ceccarelli | Italië              | 6,48 |       |
| Zilver | Marcell Jacobs     | Italië              | 6,50 | SB    |
| Brons  | Henrik Larsson     | Zweden              | 6,53 | NR    |
| 4      | Dominik Kopeć      | Polen               | 6,53 | PB    |
| 5      | Ján Volko          | Slowakije           | 6,57 | SB    |
| 6      | Jeremiah Azu       | Verenigd Koninkrijk | 6,58 |       |
| 7      | Markus Fuchs       | Oostenrijk          | 6,59 | PB    |
| 8      | Reece Prescod      | Verenigd Koninkrijk | 6,64 |       |